# Ergovalina
La ergovalina es una ergopeptina y uno de los alcaloides del cornezuelo de centeno. Se encuentra normalmente en algunas especies de hierbas infectadas por endófitos, como Lolium arundinaceum o Lolium perenne. Es tóxica para el ganado que se alimenta de la hierba infectada, probablemente porque actúa como vasoconstrictor.